# Foglio (catasto)
Il foglio è l'unità territoriale nella quale è catastalmente suddiviso ogni comune.
Molto spesso i fogli sono raggruppati in sezioni, le quali solitamente rappresentano le frazioni del comune. Il foglio, a sua volta, è suddiviso in particelle.
Mediamente un foglio ha la superficie di 1 km².